# Fleetwings BQ-1
Fleetwings BQ-1 là một loại máy bay không người lái đầu tiên – vào thời điểm nó được tạo ra, người ta coi như như một máy bay không người lái đột kích – do Fleetwings phát triển trong Chiến tranh thế giới II cho Không quân Lục quân Hoa Kỳ. Chỉ có 1 chiếc được chế tạo, chương trình bị hủy bỏ do mẫu thử rơi trong chuyến bay đầu tiên.

## Tính năng kỹ chiến thuật (XBQ-1)
Dữ liệu lấy từ 
Đặc tính tổng quát
- Kíp lái: 1 (tùy chọn)
- Sải cánh: 48 ft 7 in (14,81 m)
- Trọng lượng có tải: 7.700 lb (3.493 kg)
- Động cơ: 2 × Franklin O-405-7 , 225 hp (168 kW)  mỗi chiếc

Hiệu suất bay
- Vận tốc hành trình: 225 mph (196 kn; 362 km/h)
- Tầm bay: 1.717 mi (1.492 nmi; 2.763 km)

Vũ khí trang bị

- Đầu đạn 2.000 pound (910 kg)